# Sistemo l'America e torno
Sistemo l'America e torno è un film italiano del 1974 diretto da Nanni Loy.

## Trama
Trovandosi negli Stati Uniti per curare alcuni affari del proprio datore di lavoro, un ricco commendatore di Busto Arsizio, Giovanni Bonfiglio viene incaricato di ingaggiare, con l'intermediazione del procuratore italoamericano Alex Biondi, un promettente cestista afroamericano, Ben Ferguson, da far giocare nella squadra di pallacanestro del suo principale.
Il giovane, che sa parlare un po' d'italiano, si mostra però riluttante a partire e porta Bonfiglio in un lungo giro degli Stati Uniti, per sistemare alcune faccende personali. I due fanno, dapprima, tappa a Detroit, dove è allestita una mostra di arte afroamericana (e dove Bonfiglio scopre che Ferguson è affiliato alle Pantere Nere), che però viene messa a soqquadro da una massiccia incursione della polizia, che li costringe ad una rovinosa fuga. Successivamente, si spostano a Reno, dove Ferguson, aggregatosi ad una combriccola di hippy, coinvolge Bonfiglio nel dileggiamento di un ricco imprenditore, all'interno della villa di quest'ultimo. Infine, si recano a New Orleans, città dove risiedono i genitori e i fratelli di Ferguson.
Ovunque i due si spostino, Bonfiglio assiste al razzismo diffuso tra la popolazione statunitense bianca: l'ostilità della polizia, che devasta la mostra d'arte a Detroit, i genitori bianchi che attendono l'uscita da scuola dei figli tenendosi distanti dai genitori di colore, un ospedale che non accetta un paziente afroamericano, oltre al degrado in cui vivono le persone di colore, tra disoccupazione e quartieri fatiscenti.
A New Orleans, dopo aver picchiato la sorella, la quale aveva deciso di tingersi di biondo i capelli, Ferguson si ubriaca e, dopo una lite con Bonfiglio, viene scaricato da quest'ultimo, stanco del continuo peregrinare per gli Stati Uniti.
Pentito di aver abbandonato il giovane, Bonfiglio lo rintraccia tramite il consolato italiano a Miami, scoprendo che Ferguson è stato arrestato. Raggiuntolo in carcere, Bonfiglio paga la cauzione e Ferguson accetta finalmente di partire per l'Italia. Bonfiglio, però, gli concede di disputare un'ultima partita con la sua squadra, ad Atlanta.
Durante la partita, i cestisti di colore interrompono il gioco, e apostrofano gli spettatori, accusando loro e il resto della società statunitense di considerarli solo nello sport, per poi trattarli da persone inferiori nella vita di tutti i giorni. Il pubblico, stizzito per la protesta, invade il terreno di gioco, facendo scoppiare una rissa, nella quale Ferguson rimane ucciso.
Proprio quando sta per avvisare il commendatore dell'improvvisa morte del giovane, questi gli telefona per dirgli di scaricarlo, poiché nel frattempo un altro suo agente ha scovato in Messico un'altra giovane promessa, disponibile oltretutto a farsi ingaggiare per un compenso decisamente inferiore a quello di Ferguson. Bonfiglio rientra così in Italia senza il campione, versando, durante il viaggio di ritorno in aereo, lacrime per la perdita di quello che ormai era diventato un amico.